# Mucedorus
Mucedorus é uma peça de teatro isabelina, popularmente atribuída a William Shakespeare. 